# Muphrid
Muphrid eller Eta Bootis (η Bootis, förkortat Eta Boo, η Boo), som är stjärnans Bayerbeteckning, är en stjärna i södra delen av stjärnbilden Björnvaktaren. Sedan 1943 har spektrumet för denna stjärna fungerat som en av de stabila referenserna genom vilka andra stjärnor klassificeras.

## Nomenklatur
Stjärnan bär de traditionella namnen Muphrid och Saak. Muphrid kommer från arabiska مفرد الرامح mufrid ar-rāmiħ, som kan översättas till "den främste lansiären". I katalogen av stjärnor i Calendarium of Al Achsasi al Mouakket, betecknades stjärnan Ramih al Ramih (رمح الرامح rumḥ al rāmiḥ), som översattes till latin som Lancea Lanceator, och eventuellt tolkades som lansiärens lans. År 2016 organiserade internationella astronomiska unionen en arbetsgrupp för stjärnnamn (WGSN) med uppgift att katalogisera och standardisera egennamn för stjärnor. WGSN fastställde namnet Muphrid för denna stjärna den 12 september 2016 och det ingår nu i IAU:s Catalog of Star Names.

## Egenskaper
Muphrid är en orange underjätte som har inlett processen med att utvecklas från en huvudseriestjärna till en röd jätte. Den har en massa som är ca 1,7 gånger  solens och en radie som är 2,7 gånger solens radie. Den beräknade ålder för stjärnan är ca 2,7 miljarder år. Baserat på dess spektra, har den ett signifikant överskott av element tyngre än helium. I själva verket anses förhållandet mellan järn och väte vara nära den övre gränsen för dvärgstjärnor i galaktiska skivan. Stjärnan antas vara en spektroskopisk dubbelstjärna med en rapporterad period av 494 dygn, men följeslagaren har inte bekräftats genom speckleinterferometri. Denna mätning utesluter dock inte en följeslagare med liten massa av spektralklass M7.
Muphrid befinner sig nära den framträdande stjärnan Arcturus (Alpha Bootis) på himlen, och Arcturus är i själva verket dess närmaste granne, eftersom båda stjärnorna har nästan identiska i avstånd från solen. De två stjärnorna befinner sig ca 3,24 ljusår ifrån varandra.